# Dry Ridge (Kentucky)
Dry Ridge es una ciudad ubicada en el condado de Grant en el estado estadounidense de Kentucky. En el Censo de 2010 tenía una población de 2191 habitantes y una densidad poblacional de 184,95 personas por km².

## Geografía
Dry Ridge se encuentra ubicada en las coordenadas 38°40′41″N 84°35′51″O / 38.67806, -84.59750. Según la Oficina del Censo de los Estados Unidos, Dry Ridge tiene una superficie total de 11.85 km², de la cual 11.76 km² corresponden a tierra firme y (0.72%) 0.09 km² es agua.

## Demografía
Según el censo de 2010, había 2191 personas residiendo en Dry Ridge. La densidad de población era de 184,95 hab./km². De los 2191 habitantes, Dry Ridge estaba compuesto por el 95.71% blancos, el 1.05% eran afroamericanos, el 0.05% eran amerindios, el 0.87% eran asiáticos, el 0.09% eran isleños del Pacífico, el 1.14% eran de otras razas y el 1.1% pertenecían a dos o más razas. Del total de la población el 2.56% eran hispanos o latinos de cualquier raza.